# 雷永驰
雷永驰（1989年1月2日—），中国足球运动员，位置是前鋒。他的特点是速度快、控球能力强，但体能是短板。

## 职业生涯
2006年来到深圳二队，一年后便被上调一队深圳上清饮。
2007年3月3日，他作为一名新球員第一次在中超出场便获首发机会。至今仍是深圳队最年轻的球员出战纪录。
2008年，入选国青队，他本入选国青队参加亚洲青年足球锦标赛的球员名单，但苦于保级深圳队不肯于赛季关键时刻失去快马雷永驰遂未有放行。
2009年，因为对新赛季合同感到不满，雷永驰在3月不辞而别，3月20日被深圳队除名，雷永驰失去2009赛季的中超参赛证。根据中国足协当时的规定，被除名无合同的球员在30个月将无法在国内转会。
按照中国足协规定，已经通过成都谢菲联转会到匈牙利的雷永驰要转回中超必须得到深足同意。在2010年2月，深足与成都谢菲联基本达成一致，最終同意雷永驰转会成都。
2011年6月，成都谢菲联将包括雷永驰在內的6名球员下放预备队並处以三停(停训、停赛及停薪)处罚，球员可自行安排训练和联系转会事宜。在成都谢菲联降级后，雷永驰回乡加盟沈阳沈北。2015年加盟河南建业，2016年雷永驰转会至辽宁宏运，他和辽足只签了一年的工作合同。